# Wilhelm Barthold
Vasilij Vladimirovič Bartol'd (in russo Василий Владимирович Бартольд?, prevalentemente noto nel mondo occidentale come Wilhelm Barthold; San Pietroburgo, 15 novembre 1869 – Leningrado, 19 agosto 1930) è stato un turcologo e storico russo.

## Biografia
Docente dell'Università di San Pietroburgo e del suo prestigioso Istituto Orientale (in russo "Восточный факультет Санкт-Петербургского"), le sue lezioni erano annualmente interrotte dai suoi viaggi di studio nei Paesi islamici.  Nei due volumi della sua dissertazione (Turkestan down to the Mongol Invasion, 1898-1900) egli sottolineò i numerosi vantaggi che il mondo musulmano ebbe dal governo mongolo dopo le sue conquiste nella Dār al-Islām.

Bartold fu il primo a pubblicare le inedite e pressoché sconosciute informazioni dei primi storici arabi sui Rus' di Kiev. Fu editore di numerose riviste scientifiche di studi islamici e contribuì ampiamente alla prima edizione dell'Encyclopaedia of Islam.

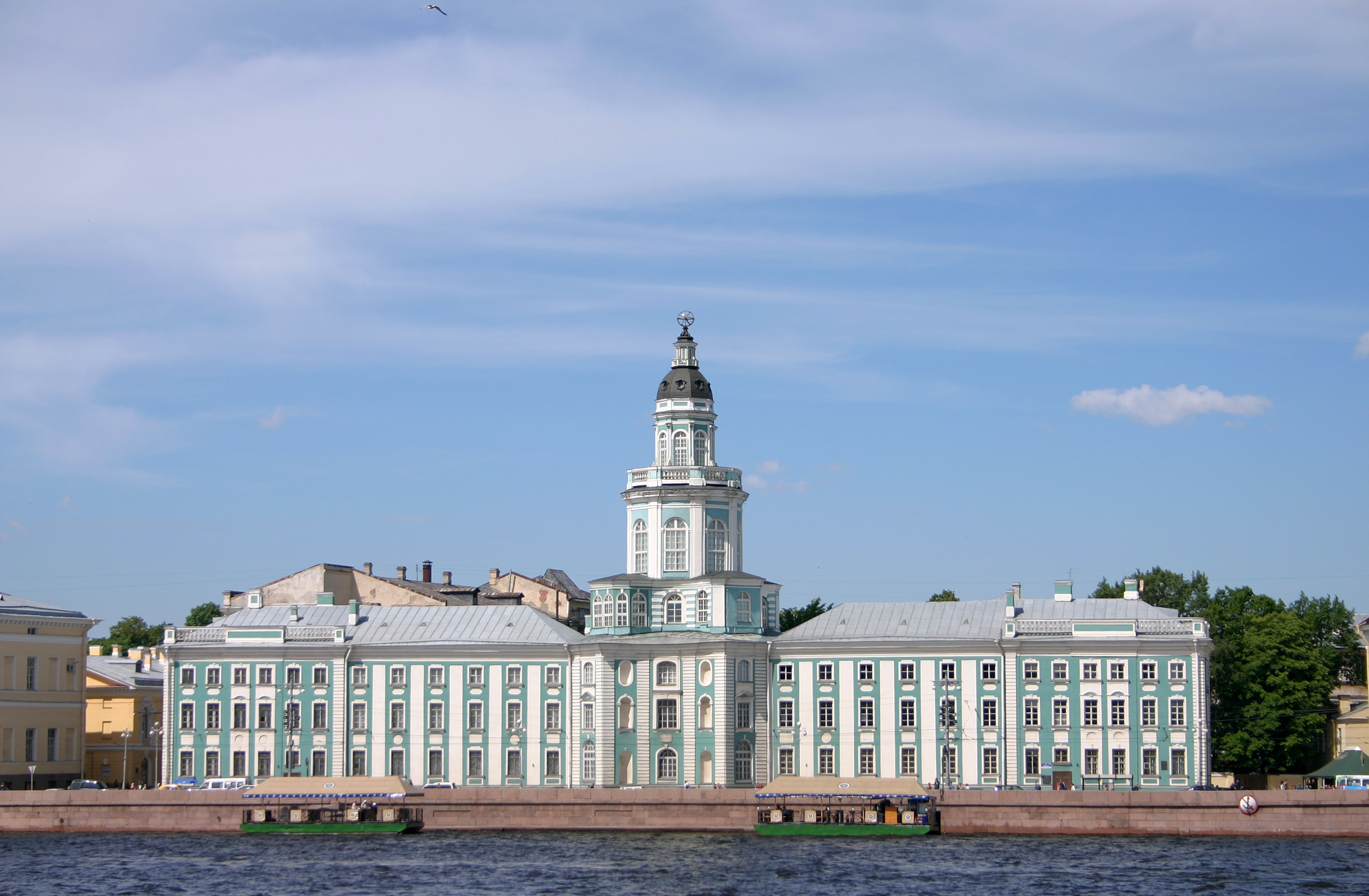
La Kunstkamera

Nel 1913 fu eletto membro dell'Accademia delle Scienze Russa. Nel febbraio del 1917 fu nominato alla "Commissione per lo studio della composizione tribale delle popolazioni frontaliere della Russia".
Dopo la Rivoluzione d'ottobre, Barthold fu nominato direttore della Kunstkamera (il Museo di Antropologia ed Etnografia voluto da Pietro il Grande), posizione che tenne dal 1918 al 1921. Scrisse tre autorevoli monografie sulla storia dell'Islam, dal titolo Islam (1918), Cultura islamica (1918) e Il mondo islamico (1922). Contribuì anche allo sviluppo della scrittura in caratteri cirillici nei paesi musulmani dell'Asia Centrale.
Molti dei suoi lavori sono stati tradotti in inglese, francese, tedesco, arabo, e persiano. L'opera omnia di Barthold è stata pubblicata in 9 volumi tra il 1963 e il 1977 e, mentre gli editori sovietici aggiungevano note in cui si deploravano le sue "abitudini borghesi", il suo prestigio internazionale era tale che i suoi testi non cadevano sotto le forbici della censura, malgrado egli non si uniformasse alla visione marxista della storia. Alcuni dei suoi lavori sono stati recentemente ripubblicati a Mosca, nel nuovo clima creatosi dopo la glasnost.

## Opere
- (EN)  Turkestan Down to the Mongol Invasion (London, Luzac & Co) 1928 (trad. T. Minorsky & C.E. Bosworth).
- (EN)  "A Short History of Turkestan" (1920), in Four Studies on the History of Central Asia (Leiden, E.J. Brill) 1956 (trad. V. & T. Minorsky).
- (EN)  An Historical Geography of Iran (Princeton, Princeton University Press) 1984 (trad. di Svat Soucek; edito da C.E. Bosworth).
- (RU)  Собрание сочинений (Mosca, Издательство Восточной литературы) 1963-77, 9 voll.
- (RU)  Отчет о поездке в Среднюю Азию с научною целью (С.Пб., Tipografia imperiale dell'Accademia delle Scienze), 1897.
- (RU)  История культурной жизни Туркестана (Моsca, Изд. Академии наук СССР), 1927.
- (RU)  Работы по исторической географии (Москва, Изд. фирма «Восточная литература» РАН), 2002.